# Acrolyta albiscapus
Acrolyta albiscapus är en stekelart som först beskrevs av William Harris Ashmead 1906.  Acrolyta albiscapus ingår i släktet Acrolyta och familjen brokparasitsteklar. Inga underarter finns listade i Catalogue of Life.